# Matriu de Sylvester
En algebra lineal, la ‘’’matriu de Sylvester’’’ de dos polinomis aporta informacions d'ordre aritmètic sobre aquests polinomis. S'anomena així en honor de James Joseph Sylvester. Serveix per a la definició del resultant de dos polinomis.

## Definició
Siguen p i q dos polinomis no nuls, de graus respectius m i n.
{\displaystyle p(z)=p_{0}+p_{1}z+p_{2}z^{2}+\cdots +p_{m}z^{m},\;q(z)=q_{0}+q_{1}z+q_{2}z^{2}+\cdots +q_{n}z^{n}.}
la matriu de Sylvester associada a p i q és la matriu quadrada {\displaystyle (n+m)\times (n+m)} definida així:
- la primera fila es forma amb els coeficients de p, seguits de zeros:

{\displaystyle {\begin{pmatrix}p_{m}&p_{m-1}&\cdots &p_{1}&p_{0}&0&\cdots &0\end{pmatrix}}.}
- la segona fila s'obté a partir de la primera per permutació circular cap a la dreta
- les (m-2) files següents s'obtenen repetint la mateixa operació
- la fila (m+1) es forma amb els coeficients de q, seguits de zeros:

{\displaystyle {\begin{pmatrix}q_{n}&q_{n-1}&\cdots &q_{1}&q_{0}&0&\cdots &0\end{pmatrix}}.}
- les línies següents es formen per permutacions circulars.

Així en el cas m=4 i n=3, la matriu obtinguda és
{\displaystyle S_{p,q}={\begin{pmatrix}p_{4}&p_{3}&p_{2}&p_{1}&p_{0}&0&0\\0&p_{4}&p_{3}&p_{2}&p_{1}&p_{0}&0\\0&0&p_{4}&p_{3}&p_{2}&p_{1}&p_{0}\\q_{3}&q_{2}&q_{1}&q_{0}&0&0&0\\0&q_{3}&q_{2}&q_{1}&q_{0}&0&0\\0&0&q_{3}&q_{2}&q_{1}&q_{0}&0\\0&0&0&q_{3}&q_{2}&q_{1}&q_{0}\\\end{pmatrix}}.}
El determinant de la matriu de p i q es diu determinant de Sylvester o resultant de p i q.

## Aplicacions
L'equació Bézout d'incògnites els polinomis x (de grau <m) i y (de grau <n)
{\displaystyle x\cdot p+y\cdot q=0}
Es pot reescrure matricialment
{\displaystyle S_{p,q}\cdot {\begin{pmatrix}{\tilde {x}}\\{\tilde {y}}\end{pmatrix}}={\begin{pmatrix}0\\0\end{pmatrix}}}
en la qual {\displaystyle {\tilde {x}}} és el vector de mida {\displaystyle n} dels coeficients del polinomi x i {\displaystyle {\tilde {y}}} el vector de mida {\displaystyle m}.
Així el nucli de la matriu de Sylvester dona totes les solucions de l'equació de Bézout amb {\displaystyle \deg x<\deg q} i {\displaystyle \deg y<\deg p}.
El rang de la matriu de Sylvester determina el grau del màxim comú divisor de {\displaystyle p} i {\displaystyle q}.
{\displaystyle \deg(\mathrm {mcd} (p,q))=m+n-\mathrm {rang} ~S_{p,q}}.